# Michiel Kruijt
Michiel Kruijt (Rotterdam, 1 juni 1986) is een badmintonspeler bij DKC en speelt in de Nederlandse Eredivisie. Zijn specialiteit is het dubbelspel, hoewel hij ook in het enkelspel successen behaalde. 
Kruijt startte zijn badmintoncarrière bij badmintonvereniging De Akkers, te Spijkenisse, op zesjarige leeftijd. Hij ging dubbelen met Jeroen Meuldijk. Tijdens de eerste (jeugd)clubkampioenschappen moest hij zich tegen Meuldijk in de singlefinale nog gewonnen geven. Het daarop volgende jaar won hij zijn eerste clubkampioenschappen. Samen met Meuldijk schreef hij ook het dubbelspel op zijn naam.

## Ranking
Hoogst genoteerde ranking volgens toernooi.nl:
| Jaar | Enkel | Dubbel | Gemengd dubbel |
| ---- | ----- | ------ | -------------- |
| 2016 | 25    | 5      | 12             |
| 2015 | 36    | 4      | 10             |
| 2014 | 53    | 7      | 15             |